# 越中公方
越中公方（えっちゅうくぼう）とは、明応2年（1493年）の「明応の政変」によって将軍の座を追われ、越中国射水郡放生津（現富山県射水市）へ落ち延びた室町幕府10代将軍足利義材、ないしは彼が放生津で樹立した亡命政権のこと。当時は越中御所の呼称も用いられた。現在は放生津政権、放生津幕府、越中幕府と呼ばれることもある。もっとも『大乗院寺社雑事記』明応5年1月1日の条には「武家越中国御座　官領未補　侍所未補」とあって、管領も侍所も補任されていないことを伝えており、幕府と呼びうるだけの体制は伴っていなかった。

## 沿革
明応の政変に遭い幽閉された義材は京を脱出した後、越中守護代神保長誠の放生津城（射水市中新湊）に入り、次いで正光寺を改装した御所に入った。御所となった正光寺は、放生津城に隣接する石丸（高岡市石丸）にあった光正寺（現在は射水市本町へ移転）を指すと考えられている。
義材は奉行人を指揮して御判御教書・御内書・奉行人奉書を発給した。
明応7年（1498年）9月、義尹（義材より改名）が越前に動座したことにより、越中での活動を終えた。以降、義尹は越前公方と呼ばれる。

## 構成
政権を構成した人々は、
- 越中守護 畠山尚順
- 能登守護 畠山義統、義元
- 加賀守護 富樫泰高、稙泰
- 越後守護 上杉房能
- 越前守護 朝倉貞景
- 幕府昵近公家衆 日野某、阿野季綱、松殿忠顕、飛鳥井雅康
- 幕府奉公衆 伊勢貞仍、吉見義隆、畠山政近ほかの四番衆
- 狩野左京介、一色視元

などであった。ただ、京都の細川政元政権との親疎関係から、京都へ帰参したり、越中へ下向したりするなど、人員には出入がある。
放生津周辺に集中していた幕府直臣団料所・石清水八幡宮料所などの独自の経済基盤が、義材の京都復帰運動を支えたとみられている。神保氏も同時期に越中国内の寺社領・公家領、諸大名・幕府直臣領の押領を進めた。

## 遺産・伝承
足利義材が放生津に滞在したことを背景に、宗祇ら連歌師などが来遊した。京都の公家衆から歌書も送付されている。「絹本著色法華経曼荼羅図」（本法寺所蔵、国の重要文化財）「青磁浮牡丹文香炉」（芦峅寺一山会所蔵、富山県指定文化財）などが義材の滞在に合わせてもたらされ、伝世している。雄山神社前立社壇本殿（国の重要文化財、室町時代中期）も義材の修築と伝える。魚津市小川寺地区には義材が2ヶ月滞在したと伝えられ、義材が持参した木造天神坐像を安置する天神山がある。